# Jaroslav Jírů
Jaroslav Jírů (8. dubna 1935 Praha – 11. března 2013) byl český novinář a publicista.

## Život
Vystudoval historii na Filozofické fakultě Univerzity Karlovy.
V letech 1967 až 1970 byl redaktorem zahraniční rubriky Československého rozhlasu. V roce 1970 byl vyloučen z KSČ.
V roce 1977 podepsal Chartu 77. V letech 1990 a 1990 byl redaktorem a krátce také zástupce šéfredaktora deníku Lidové noviny. Od roku 1992 byl zaměstnancem ministerstva zahraničních věcí, v jehož službách působil také jako tiskový atašé v Paříži.
V roce 1999 získal novinářskou Cenu Ferdinanda Peroutky.
Zemřel 11. 3. 2013.[zdroj⁠?!]